# Середній Урал
Середній Урал — найнижча частина Уральських гір, обмежена широтами Конжаковського Каменю на півночі і гори Юрма на півдні (61° — 55° 25' N), згідно з деякими іншими джерелами — від гори Ослянка до широтної ділянки річки Уфи (приблизно між 56° і 59° північної широти).
Середній Урал добре відокремлений орографічно: Уральські гори тут знижуються, а строго меридіональне простягання гірського пасма змінюється південно-південно-східним. Разом із Південним Уралом Середній Урал утворює гігантську дугу, звернену опуклою стороною на схід, дуга огинає Уфимське плато — східний виступ Східноєвропейської платформи.

## Рельєф і геологічна будова
Складений головним чином гнейсами, амфіболітами, кварцитами, вапняками і пісковиками. Характерні сильно згладжені пагорби й ували, на західному схилі розвинений карст.
Новітні тектонічні рухи неогену-антропогену слабо відбилися на Середньому Уралі, тому він є невисоким пенепленом, з ізольованими, м'яко окресленими вершинами і пасмами, складеними з найщільніших кристалічних порід.
Лінія Перм — Єкатеринбург перетинає Урал на висоті 410 м. Відмітка найвищих вершин — 700—800 м, рідко більше. Найвища гора — Ослянка, вершина якої сягає 1119 м. Інші гірські вершини:
- Качканар (878,7 м)
- Старий-Камінь (755,4 м)
- Шунут-Камінь (726,2 м)
- Біла (715,4 м)
- Вовчиха (526 м)
- Азов-гора (589 м)
- Сугомак (590,8 м)
- Єгоза (607,7 м)

Долини річок на Середньому Уралі порівняно широкі, розроблені. Лише місцями прямо над річищем нависають мальовничі кручі і скелі.
Ширина гірської смуги на Середньому Уралі досягає 25—30 км, а разом із передгір'ями 80—90 км. Із заходу до гір примикає горбкувате Передуралля з переважанням карстового рельєфу, приуроченого до палеозойських карбонатних порід і гіпсу. Особливо рясні карстові форми на Уфимському плато, розчленованому глибоко врізаними долинами річок Ай, Юрюзань і Уфа.

## Географія
Річки належать сточищу Волги (Чусова, Уфа) і Обі (Тагіл, Пишма, Ісеть). Багато озер (особливо на сході) — Таватуй, Ісетське, Шарташ.
Переважають хвойні (ялина, ялиця, сосна) і березово-осикові ліси.
Багатий на корисні копалини.